# 高宗譲位計画事件
高宗譲位計画事件（こうそうじょういけいかくじけん）とは、1898年7月、大韓帝国において、独立協会の安駉寿が現役軍人・退役軍人を買収して、韓国皇帝高宗の譲位を計画した事件。

## 背景
1897年10月、朝鮮王国の国王高宗は国号を「大韓」に改めたが、それに先立つ9月、ロシア帝国は駐韓公使をカール・イバノビッチ・ヴェーバー（ウェーバー）からアレクセイ・ニコラビッチ・シュペイエル（スペイヤー）へと交代させた。新任のシュペイエル公使は駐日ロシア公使館の書記官から転出した野心家で、朝鮮の財政権を掌握するため、1897年11月、英国人財政顧問のジョン・マクレヴィ・ブラウンを解雇して自国人に代えることを強要する度支顧問事件を起こす一方、1898年2月には、釜山南方の絶影島の租借権を韓国政府に承認させる（絶影島問題）など強引な手法で朝鮮におけるロシア勢力の扶植に努めた。しかし、こうした主権侵害行為には日本・イギリスのみならず、韓国国内でも排露派勢力の台頭をまねいた。1898年3月、独立協会は漢城府（現、ソウル特別市）において万民共同会（街頭大衆集会・公開討論会）を組織し、韓国政府にロシア人軍事教官・財政顧問の解任と、露韓銀行の撤収を迫るなど激しい反露運動を展開した。窮地に立った韓国政府は、シュペイエル公使にロシア人教官・顧問を継続雇用しないことを通告し、その結果、ロシアは露韓銀行は撤収し、ロシアからの軍事教官や財政顧問を本国に引き上げた。シュペイエルはブラジル公使に転出させられた。4月、日本の西徳二郎とロシアのロマン・ローゼン両外相は西・ローゼン協定を結び、相互に韓国の独立を認め、韓国の国内政治に対し不干渉を約束しあった。
独立協会は、当初は秘密結社であったが、中枢院顧問に登用されたアメリカ帰りの徐載弼のもとに開明的な新進官僚が集まり、高宗の支持も得て、日露に依存しない「朝鮮人のための朝鮮」を唱えて、シュペイエル公使の強圧を防いだ。しかし、独立協会は国家の自主独立とともに朝鮮人民の自由民権、具体的には皇帝権力の制限という政治上の主張があったため、いずれ高宗との抗争は免れないものであった。1898年7月、独立協会初代会長の安駉寿は現役軍人・退役軍人を買収して、高宗皇帝廃立の陰謀をめぐらした。これが高宗譲位計画事件である。
この計画は失敗に終わり、安駉寿は失脚し、独立協会会長を交代した李完用も捕縛され、尹致昊が新しい会長となって独立協会を率いた。